# Johannes Schmidt (Politiker, 1902)
Johannes Schmidt (* 31. Juli 1902 in Bockhorn bei Varel; † 6. November 1977 in Oldenburg) war ein deutscher Pastor und Politiker.

## Leben
Schmidt war der Sohn des Pfarrers Diedrich Schmidt und der Ida Marie Henrike geb. Breier. Er besuchte das Alte Gymnasium in Oldenburg und studierte von 1921 bis 1925 evangelische Theologie in Berlin und Heidelberg. Mit einer Arbeit über die Auferstehungshoffnung im 1. und 2. Jahrhundert n. Chr. wurde Schmidt am 29. Juli 1925 promoviert. 1925 bestand er die erste theologische Prüfung und wurde 1926 zum provisorischen Assi tenzprediger ernannt. 1927 war er kurze Zeit Synodalvikar im zum Freistaat Oldenburg gehörigen Landesteil Birkenfeld. Im November 1927 kam er als Hilfsprediger nach Ohmstede. Nachdem er seine zweite theologische Prüfung am 6. Mai 1929 bestanden hatte, wurde er am 2. Juni 1929 ordiniert. Seit dem 16. November 1929 war Schmidt Vakanzprediger in an der Heilig-Kreuz-Kirche in Bardewisch. Im folgenden Jahr wurde er dann Pfarrer der Gemeinde und am 9. Mai 1930 in dieses Amt eingeführt. 1932 wechselte er nach Wiefelstede, wo er am 17. Juli 1932 eingeführt wurde.
Schmidt war zunächst Anhänger des Nationalsozialismus und gehörte auch der SA an. 1933 änderte er seine Ansicht und wurde aus der SA ausgeschlossen. Stattdessen wirkte er nun in seiner Gemeinde Wiefelstede und auch besonders im Gemeindekirchenrat im Sinne der Bekennenden Kirche.
Bis zu seiner Einberufung zum Kriegsdienst 1940 war Schmidt Mitglied des Präsidiums der Oldenburgischen Bekenntnissynode, in der er sich mit theologischen Fragen beschäftigte. Am 13. September 1945 kehrte er in seine Heimatgemeinde zurück. Am 1. Oktober 1946 wurde er zum 1. Pfarrer von Varel berufen und hier am 25. Mai 1947 eingeführt.
Als Abgeordneter der FDP gehörte er von der ersten Sitzung am 30. Januar 1946 bis zur letzten am 6. November 1946 dem Ernannten Landtag von Oldenburg an.
Ab dem 1. Januar 1948 war Schmidt als Vertreter für Heinz Kloppenburg Mitglied im Oberkirchenrat der Evangelischen Landeskirche in Oldenburg. Am 25. November 1949 wurde er dann von der Landessynode zum hauptamtlichen theologischen Mitglied dieses Rates gewählt und erhielt die Dienstbezeichnung Oberkirchenrat. Schwerpunkte seiner Arbeit hier waren die theologische Fortbildung der Pfarrer und das Verhältnis zwischen Kirche und Schulen. Am 1. Juli 1971 ging Schmidt in den Ruhestand. Am 29. Juli 1975 wurde er durch die 50-jährige Erneuerung seines Doktordiploms durch die Theologische Fakultät der Universität Heidelberg geehrt.

## Familie
Am 11. Juni 1930 heiratete Schmidt Ingeborg geb. Rüder (* 1909). Aus der Ehe gingen drei Kinder hervor, von denen zwei Söhne wiederum Pfarrer wurden.